# El Derwid – Plamy na słońcu
el Derwid – Plamy na słońcu – wspólny album Cezarego Duchnowskiego, Agaty Zubel i Andrzeja Bauera wydany w 2013 roku przez CD Accord Music Edition (numer katalogowy ACD1922). Na płycie znajdują się jowialne kompozycje Derwida czyli Witolda Lutosławskiego tworzącego dla zarobku w trudnym okresie historycznym Polski (lata 1956–63). Płyta została nominowana do Fryderyka 2014 w kategorii Album Roku - Muzyka Kameralna.

## Wykonawcy
- Agata Zubel - śpiew
- Andrzej Bauer - wiolonczela
- Cezary Duchnowski - fortepian, komputer

## Lista utworów
| 1.  | „Cyrk jedzie"/"The Travelling Circus”             | 3:31    |
|     |                                                   |         |
| 2.  | „Jeden przystanek dalej"/"One Stop Further        | 5:07    |
|     |                                                   |         |
| 3.  | „Z lat dziecinnych"/"Childhood Days”              | 6:25    |
|     |                                                   |         |
| 4.  | „Czarownica"/"The Witch”                          | 3:31    |
|     |                                                   |         |
| 5.  | „Miłość i świat"/"Love and the World”             | 5:13    |
|     |                                                   |         |
| 6.  | „Złote pantofelki"/"Golden Slippers”              | 3:18    |
|     |                                                   |         |
| 7.  | „Daleka podróż"/"Long-distance Voyage”            | 8:32    |
|     |                                                   |         |
| 8.  | „Nie oczekuję dziś nikogo"/"Today I Await No One” | 6:18    |
|     |                                                   |         |
| 9.  | „W lunaparku"/"At the Funfair”                    | 4:20    |
|     |                                                   |         |
| 10. | „Plamy na słońcu"/"Blots on the Sun”              | 4:49    |
|     |                                                   |         |
| 11. | „Znajdziesz mnie wszędzie"/"I’ll Be Around”       | 10:40   |
|     |                                                   |         |
|     |                                                   | 1:01:44 |
|     |                                                   |         |